# Hallmark Cards
Hallmark Cards, Inc. — приватна американська компанія, яка базується в Канзас-Сіті, штат Міссурі. Заснована в 1910 році Джойс Холл, Hallmark є найстарішим і найбільшим виробником вітальних листівок у США. У 1985 році компанія була нагороджена Національною медаллю мистецтв. Крім вітальних листівок, підприємоство також виробляє такі товари як подарунковий папір та канцтовари.